# フォック演算子
量子力学のハートリー-フォック法において、フォック演算子（英: Fock operator）は、量子系の1電子ハミルトニアンを近似する演算子である。
計算化学において、原子系や分子系のルーターン方程式を解く場合に使われる。フォック演算子は、実際は量子系の真のハミルトニアンを近似したものである。フォック演算子は電子間反発の影響を含んでいる。しかしフォック演算子は1電子演算子なので、電子相関エネルギーを含んでいない。
フォック行列はフォック演算子を行列表示したものである。
閉殻軌道と1次元波動関数を仮定している場合、i番目の電子についてのフォック演算子{\displaystyle {\hat {F}}(i)}は、
{\displaystyle {\hat {F}}(i)={\hat {h}}(i)+\sum _{j=1}^{n}[2{\hat {J}}_{j}(i)-{\hat {K}}_{j}(i)]}
ここで
{\displaystyle {\hat {h}}(i)}はi番目の電子の1電子ハミルトニアン
{\displaystyle n} は系の占有軌道の総数（全電子数{\displaystyle N}として{\displaystyle \lfloor N/2\rfloor }に等しい）
{\displaystyle {\hat {J}}_{j}(i)}はクーロン演算子で、系のj番目とi番目の電子間の反発力を決める。
{\displaystyle {\hat {K}}_{j}(i)}は交換演算子で、2つの電子を交換することの効果を決める。
不対電子を持つ系では、フォック演算子の形式は一通りではなく、多くの形式がありうる。